# NGC 6732-1
NGC 6732-1 (другие обозначения — PGC 62586, UGC 11381, MCG 9-31-11, ZWG 280.11) — эллиптическая галактика (E) в созвездии Дракон.
Этот объект входит в число перечисленных в оригинальной редакции «Нового общего каталога».